# Phlox viridis
Phlox viridis är en blågullsväxtart. Phlox viridis ingår i släktet floxar, och familjen blågullsväxter.

## Underarter
Arten delas in i följande underarter:
- P. v. compacta
- P. v. longipes
- P. v. viridis